# Лицей № 44 (Липецк)
Лицей № 44 — муниципальное автономное общеобразовательное учреждение города Липецка, лицей. Начальная и основная школа построены раздельно.

## История
Основана в 1966 году как школа № 44 с классами с углублённым изучением математики и физики. В 1970-1980-х годах школа начала сотрудничать с Липецким техническим университетом в рамках профориентации. С 1987 года — это политехническая школа. С 1990 года имеет статус школы-лицея с четырьмя профилями. С 1998 года — многопрофильная школа-лицей при ЛГТУ и ЛГПУ..
С 2005 года лицей работает по триместровой системе. Ученики начальной школы и средней школы учатся 5 дней в неделю.

## Участие в олимпиадах и конкурсах
Учащиеся лицея успешно принимают участие в различных конкурсах и олимпиадах школьников, в том числе во Всероссийской олимпиаде школьников.